# Granica (Topola)
Granica – część wsi Topola w Polsce, położona w województwie świętokrzyskim, w powiecie kazimierskim, w gminie Skalbmierz.
W latach 1975–1998 Granica administracyjnie należała do województwa kieleckiego.